# Disocactus speciosus subsp. aurantiacus
A Disocactus speciosus subsp. aurantiacus egy epifita kaktusz, melyet a Disocactus rendszertan rokonságának átértékelése során vontak be a Disocactus speciosus fajba alfajként.

## Elterjedése
Mexikó, Oaxaca, Chiapas államok, 2000 m tengerszint feletti magasság körül.

## Jellemzői
Csüngő hajtásrendszerű epifita, hajtásai 3 méternél hosszabbak lehetnek, 10–30 mm szélesek, világoszöldek. Areolái 30–40 mm távolságban fejlődnek a 3-4 bordájú, 10 mm átmérőjű hajtásokon. Tövisei 3-6 (-30)-os csoportokban fejlődnek, hosszuk 15 mm, hajlékonyak és vékonyak. Virágai kerek átmérőjűek, elálló külső szirmokkal. 110–150 mm hosszúak és szélesre nyílnak, narancsvörösek, a közepük sötétvörös, majd zöld színű. A bibeszál tövén narancssárga, teteje fehér, a bibe világos színű. Pericarpiuma és a virágtölcsér alja rigid áttetsző szőrökkel borított. Termése ellipszoid, néha szögletes, 70 mm hosszú, 30 mm átmérőjű sötétzöld bogyó. Magjai 2×1,3×0,8 mm nagyságúak, feketék.